# Acauloplacella
Acauloplacella is een geslacht van rechtvleugeligen uit de familie sabelsprinkhanen (Tettigoniidae). De wetenschappelijke naam van dit geslacht is voor het eerst geldig gepubliceerd in 1931 door Karny.

## Soorten
Het geslacht Acauloplacella omvat de volgende soorten:
- Acauloplacella asiatica Brunner von Wattenwyl, 1895
- Acauloplacella hasenpuschae Rentz, Su & Ueshima, 2010
- Acauloplacella incisa Rentz, Su & Ueshima, 2010
- Acauloplacella oceanica Pictet & Saussure, 1892
- Acauloplacella parvula Beier, 1954
- Acauloplacella queenslandica Rentz, Su & Ueshima, 2010
- Acauloplacella rhodei Brunner von Wattenwyl, 1895
- Acauloplacella immunis Brunner von Wattenwyl, 1895
- Acauloplacella insularis Beier, 1954
- Acauloplacella mecyna Rentz, Su & Ueshima, 2010
- Acauloplacella serraticollis Bolívar, 1890